# ICloud
iCloud er en cloud storage og cloud computing service fra Apple Inc. lanceret den 12. oktober 2011. I februar 2016 havde tjenesten 782 millioner brugere.
Tjenesten giver sine brugere midler til at gemme data såsom dokumenter, billeder og musik på eksterne servere til download på iOS-, MacOS- eller Windows-enheder, at dele og sende data til andre brugere, og at administrere deres Apple-enheder, hvis disse er tabt eller stjålet.